# Джетойевичи
Джетойевичи (серб. Ћетојевићи) — населенный пункт в общине Лакташи, который принадлежит энтитету Республике Сербской, Босния и Герцеговина. По результатам югославской переписи населения 1991 года в Джетойевичах проживал 241 человек.

## Население
| 1961                           | 1971 | 1981 | 1991 | - | - | - |
| ------------------------------ | ---- | ---- | ---- | - | - | - |
| 419                            | 326  | 303  | 241  | - | - | - |
| Гистограмма динамики населения |      |      |      |   |   |   |